# Emmenspitz SO
Emmenspitz heisst das Ufergebiet bei der Mündung des Flusses Emme in den Fluss Aare zwischen den Gemeinden Zuchwil und Luterbach im Bezirk Wasseramt des Kantons Solothurn (Schweiz).
Die Emme bildet in ihrem untersten Abschnitt die Grenze zwischen Zuchwil auf der westlichen Seite und Luterbach auf der östlichen Seite. 

## Infrastruktur
Auf der Zuchwiler Seite liegen grosse Infrastruktur-Anlagen für das Einzugsgebiet der Region rund um die Kantonshauptstadt Solothurn mit ihrer Agglomeration, die Kehrichtverbrennungsanlage KEBAG und die Abwasserreinigungsanlage ARA Emmenspitz des Zweckverbands der Abwasserregion Solothurn-Emme.

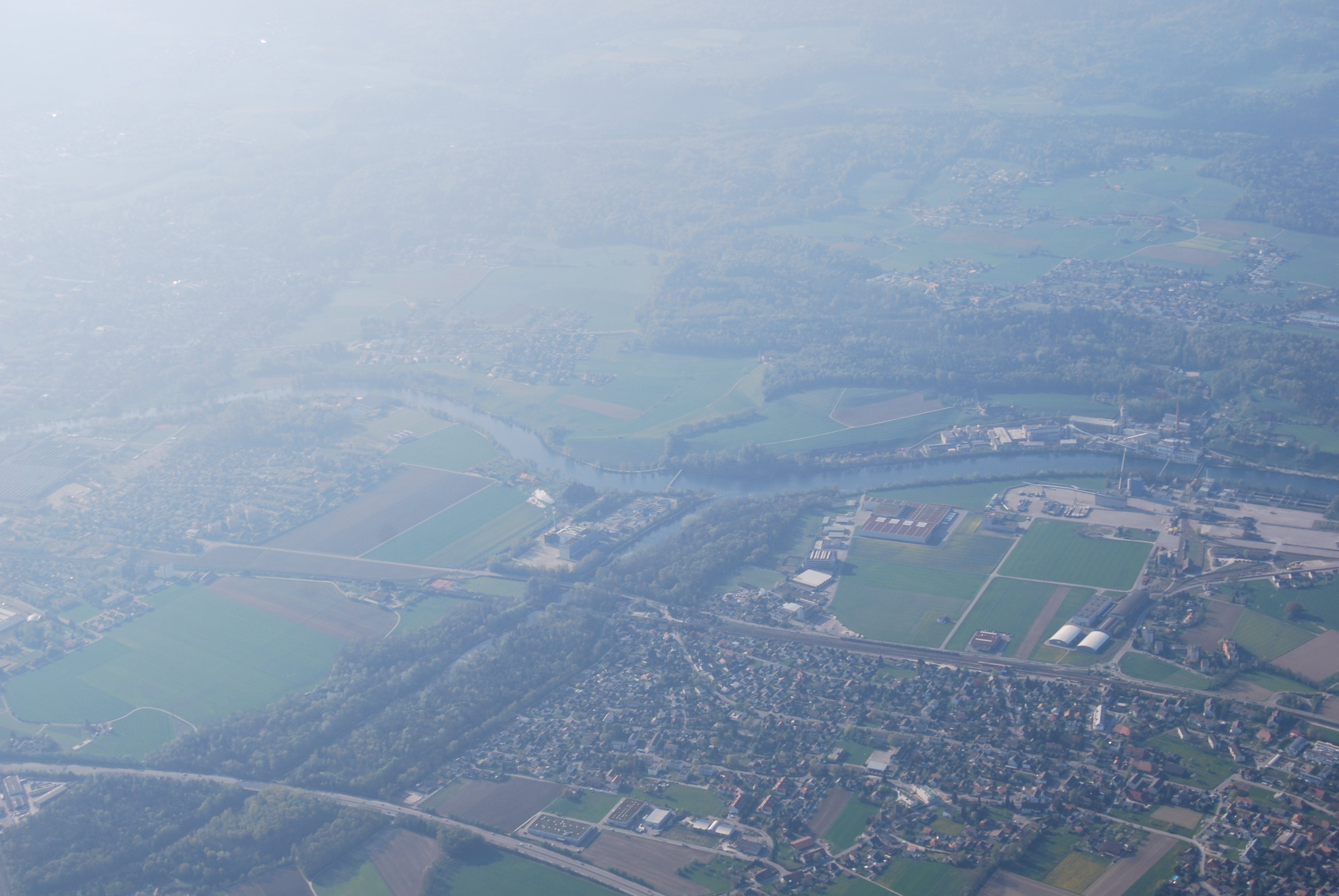
Luftbild des Gebiets am Emmenspitz

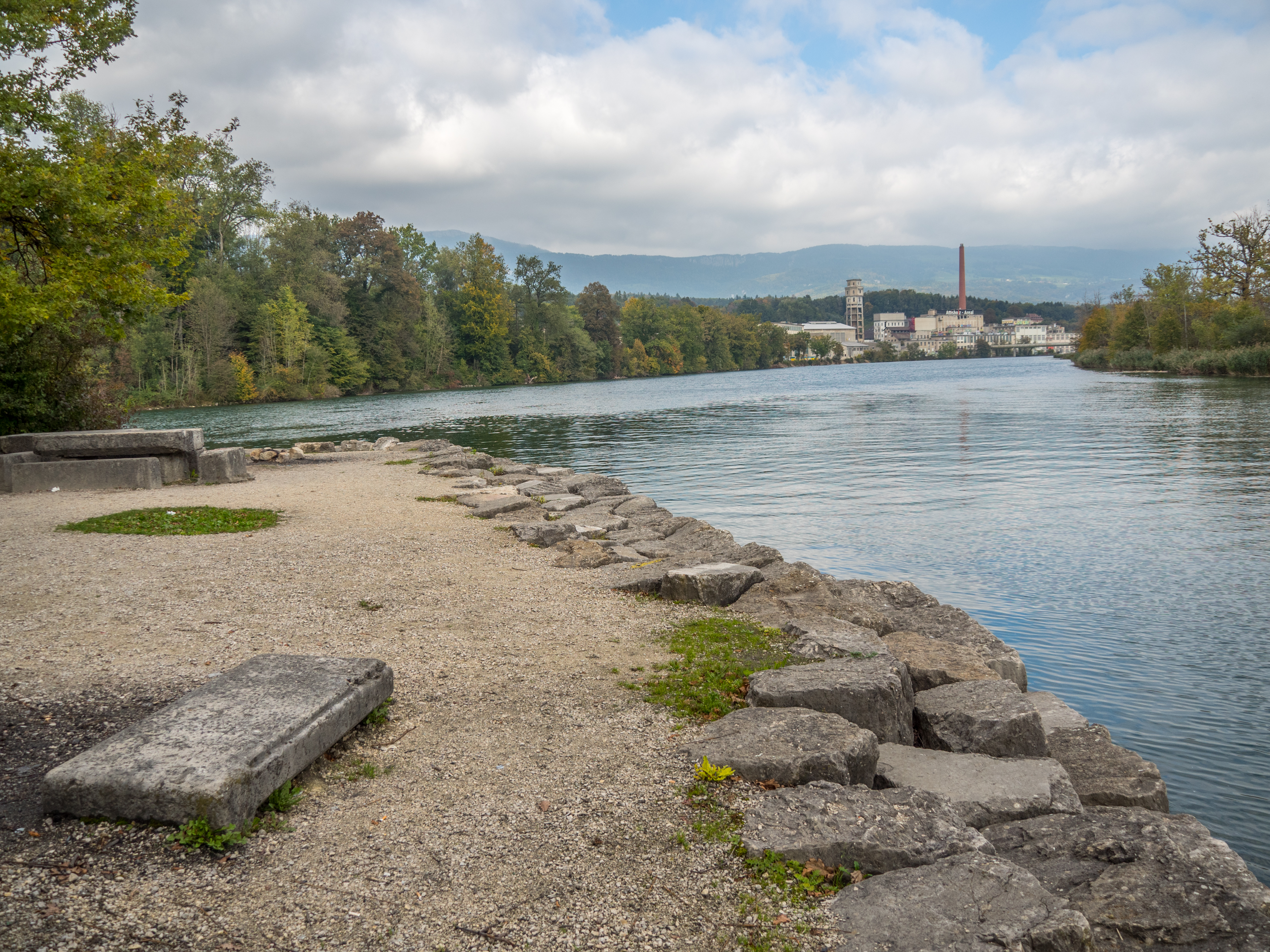
Emmenspitz: Flussmündung der Emme in die Aare

## Naturschutzgebiet
Auf Luterbacher Gebiet neben der Emme liegt das rund 10 Hektaren grosse Naturschutzgebiet Emmenschachen. Es wurde vom Kanton 1949 unter Schutz gestellt, d. h. von jeglicher Bewirtschaftung ausgenommen. 1989 erklärte es der Bundesrat zum Auengebiet von nationaler Bedeutung.

## Industriekanäle
Östlich des Naturschutzgebietes mündet der von der Emme gespeiste Fabrikkanal der Industriegemeinden Biberist und Derendingen aus dem 19. Jahrhundert in die Aare. Unmittelbar neben diesem ersten Emmekanal wurde um 1900 ein weiterer Kanal gebaut, der neben der Aare verlief und im Schachen bei Deitingen bis 1968 die Maschinen im Wasserkraftwerk Luterbach betrieb. Von ihm hat die grösste Elektrizitätsgesellschaft der Region Solothurn den Namen: «Gesellschaft des Aare- und Emmekanals» oder kurz AEK.

## Der Emmeriegel
Bis zum Bau des Aarekraftwerks Flumenthal befand sich unterhalb der Einmündung der Emme in die Aare in deren Flussbett der sogenannte Emmeriegel. Er bestand aus einem Molasse-Rücken, an dem sich Ablagerungen des Rhonegletschers während der letzten Eiszeit und Geschiebe der Emme laufend ansammelten. Die Felsschwelle führte bei Hochwasser zum Rückstau der Aare und oft zu Überschwemmungen oberhalb von Solothurn. Beim Bau des Kraftwerks während der Zweiten Juragewässerkorrektion wurde dieses Hindernis entfernt.